# São José do Rio Claro
São José do Rio Claro est une municipalité brésilienne située dans l'État du Mato Grosso.